# Самойлов Гліб Рудольфович
Глі́б Рудо́льфович Само́йлов (рос. Глеб Рудольфович Самойлов; нар. 4 серпня 1970) — російський музикант, екс-фронтмен гурту «Агата Кристи», лідер гурту The Matrixx.

## Дитинство та юність
Дитинство майбутнього музиканта пройшло у місті Асбест. Мати — Ірина Володимирівна Самойлова — лікар-реаніматолог, батько — Рудольф Петрович — інженер.
З самого дитинства Гліб Самойлов полюбив музику групи Pink Floyd, Володимира Висоцького, Альфреда Шнітке, оперету. Ці захоплення надали великий вплив на його подальшу творчість. Першу пісню, «Дворник», Гліб написав у чотирнадцять років.

## Дискографія

### Альбоми: Аґата Крісті
- Второй Фронт (1988)
- Коварство и любовь (1989)
- Декаданс (1991)
- Позорная звезда (1993)
- Опиум (1995)
- Ураган (1997)
- Чудеса (1998)
- Майн Кайф? (2000)
- Триллер. Часть 1 (2004)
- Эпилог (2010)

### Альбоми: Сольний проєкт
- Маленький Фриц (1990)
- Сви100пляска (1991) невиданий

### Альбоми: Глеб Самойлоff and the Matrixx (the Matrixx)
- Прекрасное жестоко (2010)
- Треш (2011)
- Живые, но Мёртвые (2013)
- Light (2014)
- Резня в Асбесте (2015)
- Здравствуй (2017)

## Громадянська позиція щодо України
На відміну від брата та колишнього колеги по гурту «Агата Кристи» Вадима Самойлова, Гліб з початком російсько-української війни зайняв проукраїнську позицію. Пісня «Живий» з акустичного альбому Light та кліп на неї присвячені загиблим бійцям Революції гідності. Гліб брав участь у акціях проти путінського режиму. З частковим складом гурту The Matrixx музикант регулярно відвідує Україну.